# Stokesdale
Stokesdale és una població dels Estats Units a l'estat de Carolina del Nord. Segons el cens del 2000 tenia 3.267 habitants.

## Demografia
Segons el cens del 2000, Stokesdale tenia 3.267 habitants, 1.201 habitatges i 962 famílies. La densitat de població era de 65,1 habitants per km².
Dels 1.201 habitatges en un 38,3% hi vivien nens de menys de 18 anys, en un 68,9% hi vivien parelles casades, en un 7,7% dones solteres, i en un 19,9% no eren unitats familiars. En el 16,5% dels habitatges hi vivien persones soles el 8,7% de les quals corresponia a persones de 65 anys o més que vivien soles. El nombre mitjà de persones vivint en cada habitatge era de 2,67 i el nombre mitjà de persones que vivien en cada família era de 2,99.
Per edats la població es repartia de la següent manera: un 26,2% tenia menys de 18 anys, un 5,7% entre 18 i 24, un 33,7% entre 25 i 44, un 21,2% de 45 a 60 i un 13,3% 65 anys o més.
L'edat mediana era de 38 anys. Per cada 100 dones de 18 o més anys hi havia 94,1 homes.
La renda mediana per habitatge era de 51.484 $ i la renda mediana per família de 58.185 $. Els homes tenien una renda mediana de 37.167 $ mentre que les dones 28.875 $. La renda per capita de la població era de 22.548 $. Entorn del 5,2% de les famílies i el 5,3% de la població estaven per davall del llindar de pobresa.

## Poblacions més properes
El següent diagrama mostra les poblacions més properes.